# Bonfilsia tricolor
Bonfilsia tricolor är en skalbaggsart som beskrevs av Jean François Villiers 1979. Bonfilsia tricolor ingår i släktet Bonfilsia och familjen långhorningar.
Artens utbredningsområde är Guadeloupe. Inga underarter finns listade.